# Министерство производства Перу
Министерство производства Перу отвечает за разработку, выполнение и контроль всех уровней производства, промышленности, мануфактуры и рыболовства.
В министерстве имеются два заместителя министра: замминистра промышленности и замминистра рыболовства.
Нынешний министр - Раул Перез-Реыес.